# Araneus pogisa
Araneus pogisa là một loài nhện trong họ Araneidae.
Loài này thuộc chi Araneus. Araneus pogisa được Brian John Marples miêu tả năm 1957.